# 名古屋市交通局2000形電車 (鉄道)
名古屋市交通局2000形電車（なごやしこうつうきょく2000がたでんしゃ）は、1989年（平成元年）に登場した名古屋市交通局（名古屋市営地下鉄）名城線・名港線用の通勤形電車である。

## 概要
バブル景気と世界デザイン博覧会を機に名城線の冷房化推進と6両編成化として6両編成5本（30両）が竣工し、その後1000形系列の置き換えと大曽根 - 砂田橋 - 名古屋大学 - 新瑞橋間各延伸開業分として6両編成31本（186両）が増備された。

## 車両概説

### 車体
オールステンレス車体を採用し、紫帯と白帯のラインカラーは腰部にある。

### 内装
天井・壁面は白系化粧板で仕上げられており、座席は緑のモケットのバケットシートとなっている。材質は1993年までに導入された車両がポリウレタンで、1994年以降に導入された車両がポリエステルに変更され、座面形状と厚さが変化している。硬さはどちらも変わらない。
全座席上部に荷物棚が設置されており、パイプの向きは横方向となっている。
貫通路上部にLED式（一部編成はLCD式に更新）車内案内表示器が設置されており、英語での表示も行われている。（LCD式は多言語表示）
1992年以降に導入された車両には車椅子スペースが設置されている。
1995年以降に導入された車両には客用ドア上部に千鳥配置で路線図式車内案内表示器が1両あたり3台、乗降口にドアチャイムが設置されている。

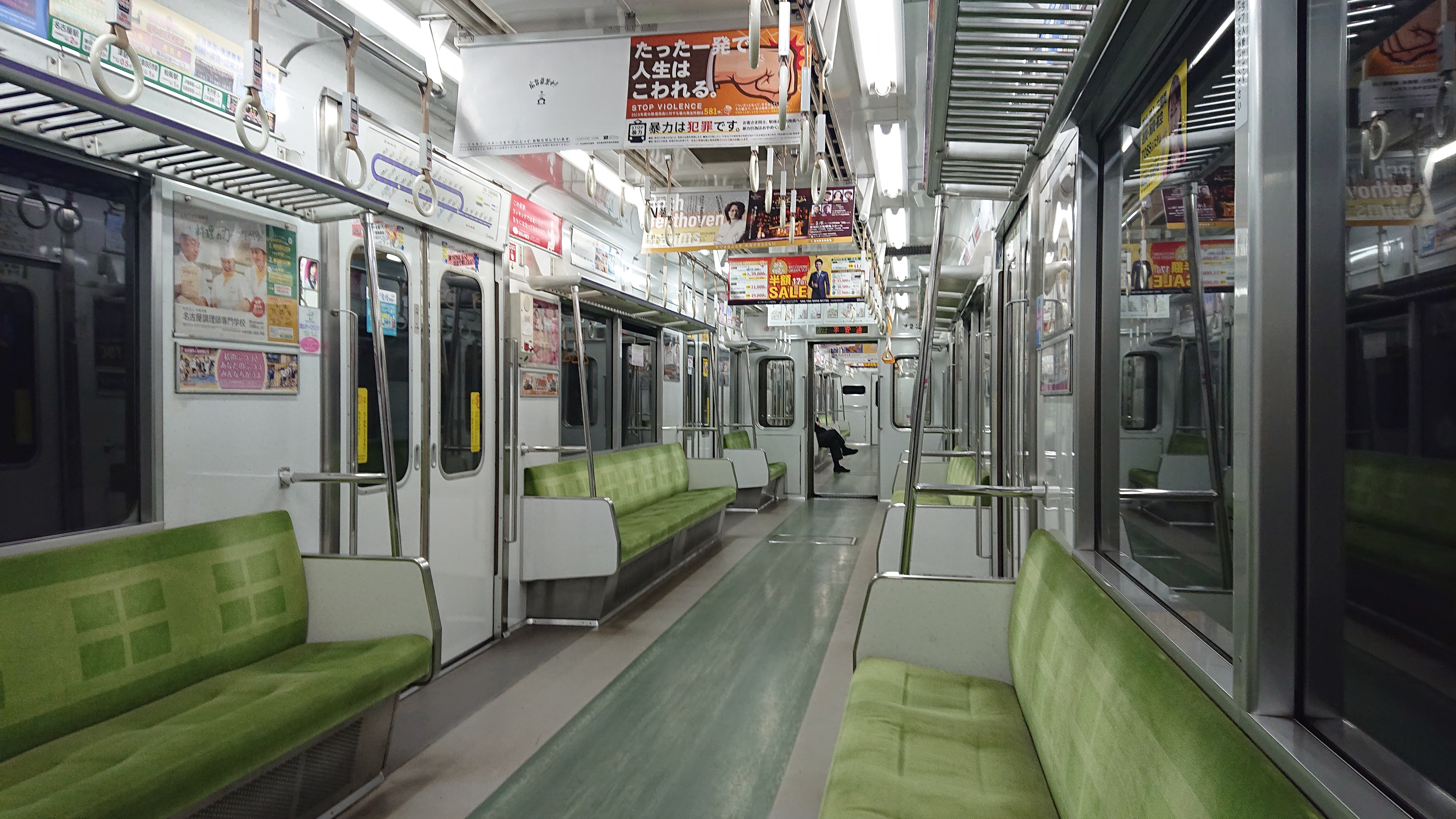
2116編成以降の車内（2021年1月）
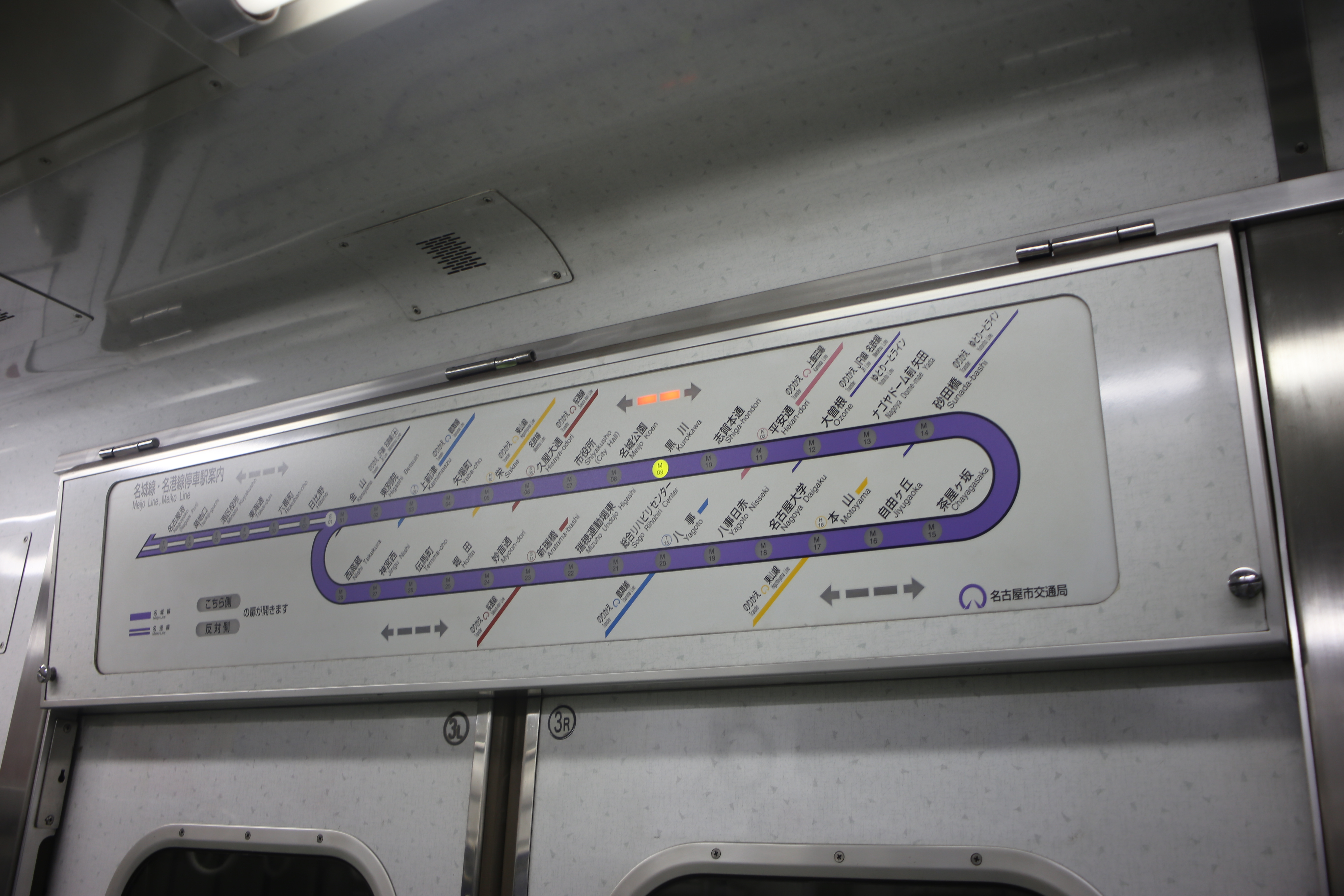
路線図式車内案内表示器 （更新前）
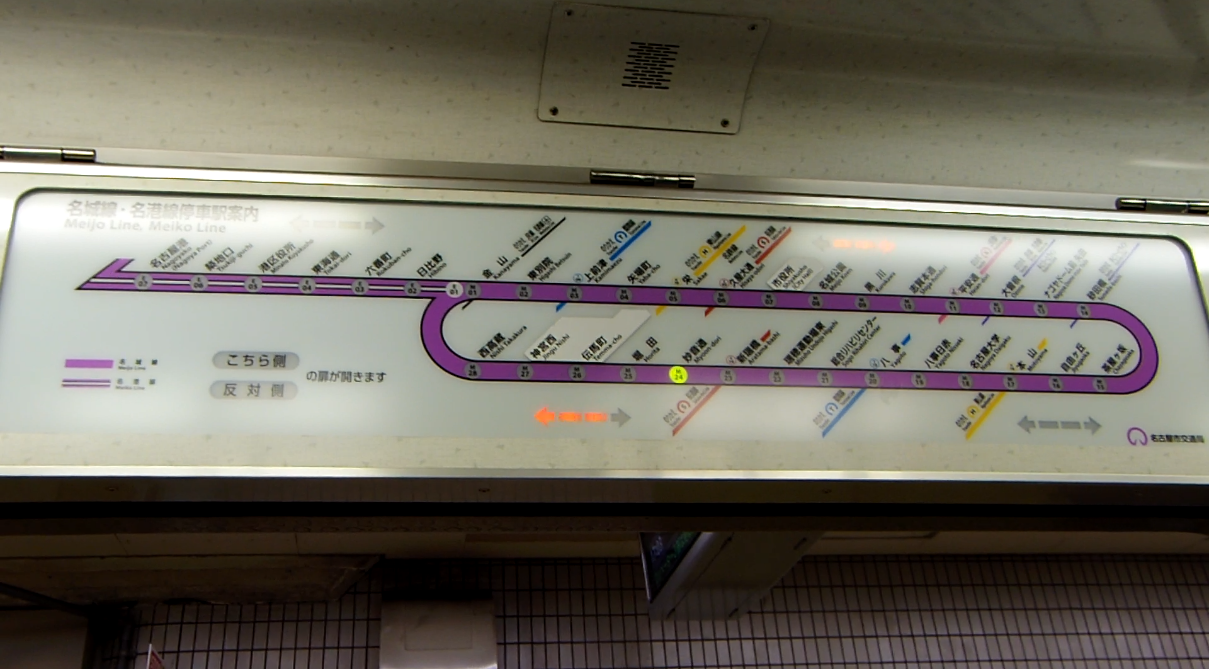
路線図式車内案内表示機（更新後）
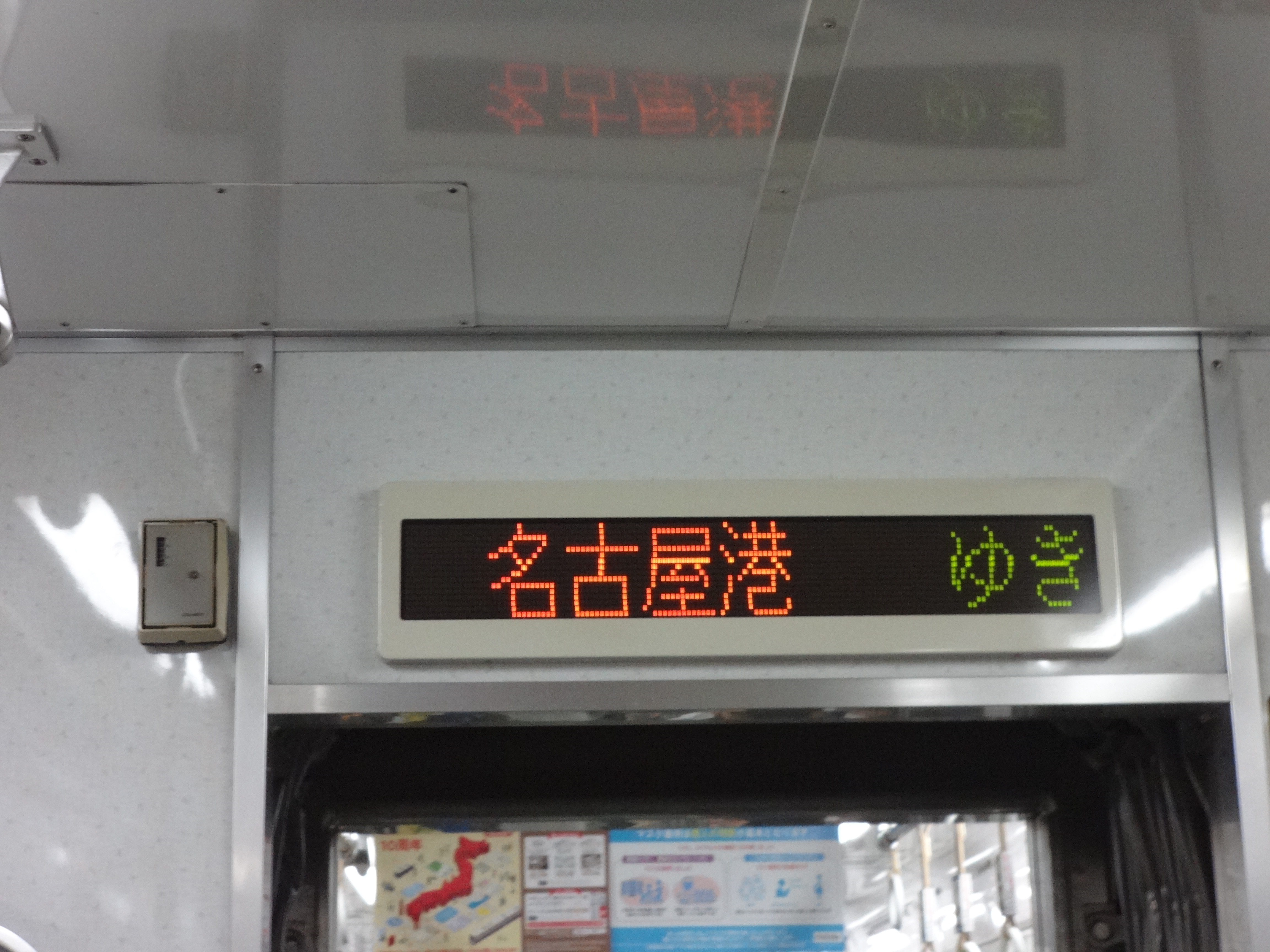
車内案内表示機(更新前LED)
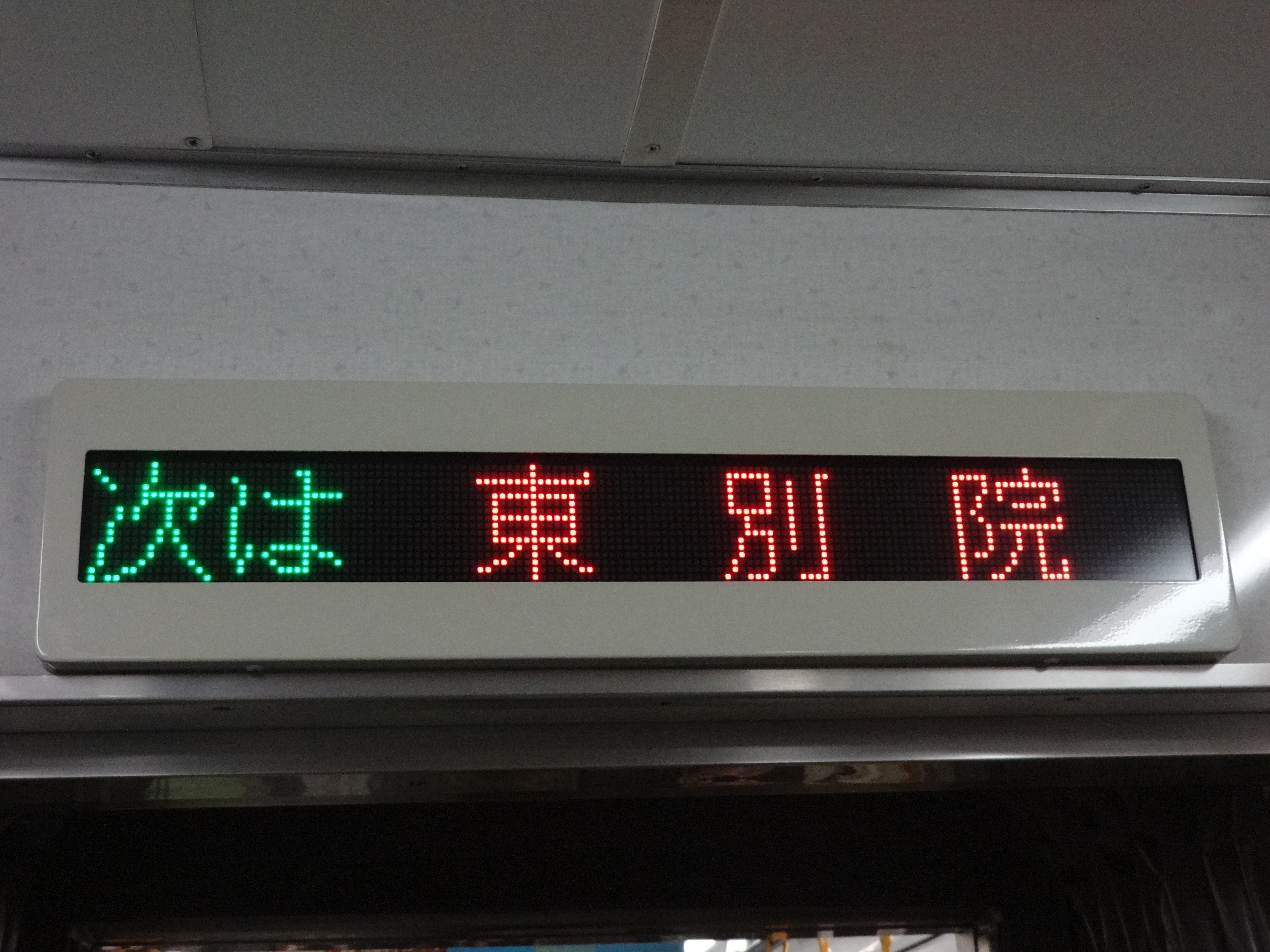
車内案内表示機(更新後LED)
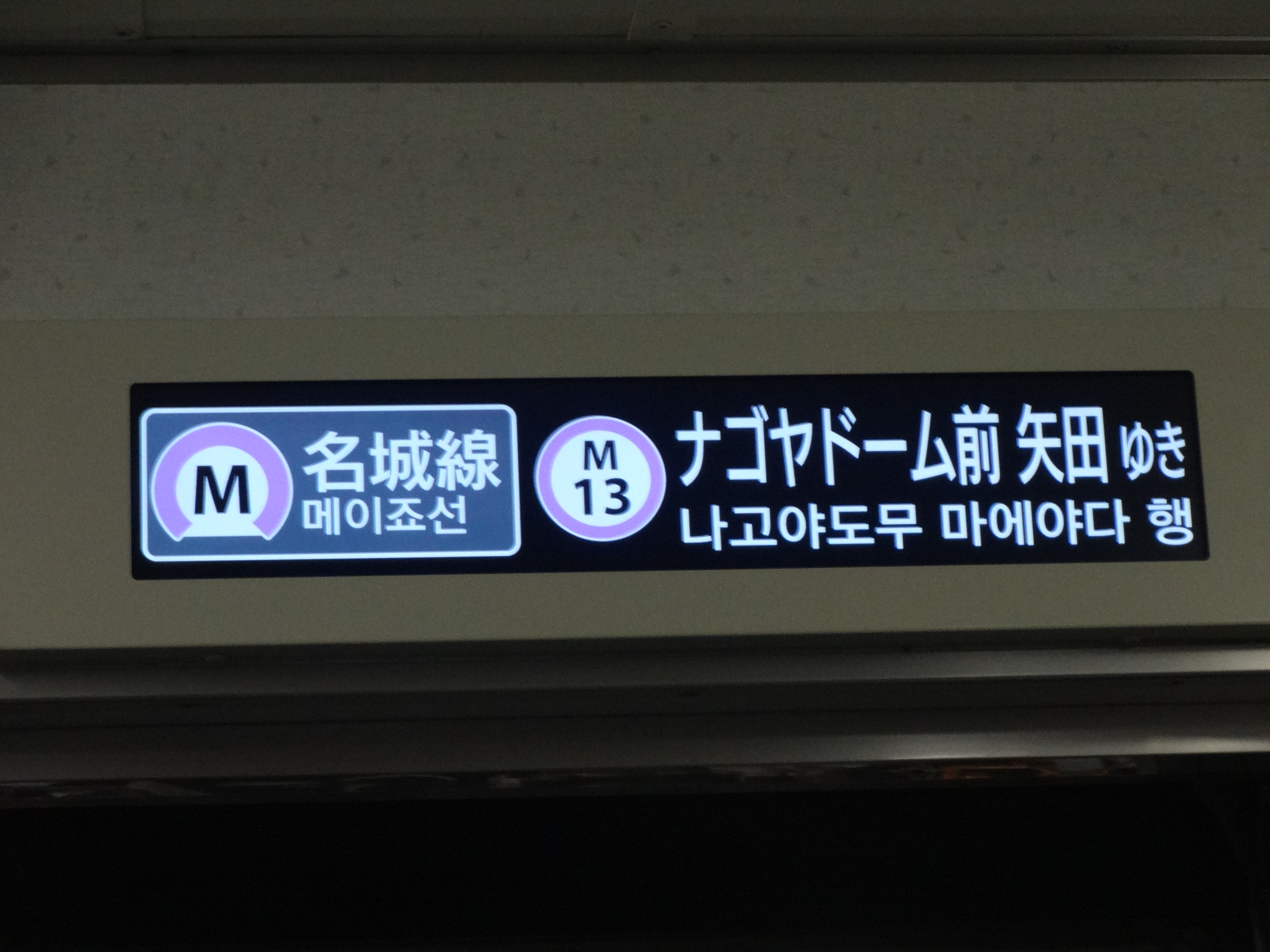
車内案内表示機(更新後LCD)

### 機器類
集約分散式冷房装置は2台/両を搭載している。なお、同じ第三軌条式である東山線の5000形と比べて冷房装置が薄型化されており、装置本体の室内への張り出しは小さくなっている。
制御装置はVVVFインバータ制御を採用している。制御方式は1C8Mで、これは1台の制御装置で8台のモーターを制御する。装置の心臓部となる制御ユニットの原設計は東芝で、装置は直流600V仕様であることから、素子には2,500V - 3,300AのGTOサイリスタを使用する。この装置が2号車と5号車に設置されている。
補助電源装置は90 kVA容量の静止形インバータ（SIV）を採用している。
台車はボルスタレス式空気ばね方式である。
制御車は編成両端に配置されている。

## 改造工事
2012年(平成24年)からは、順次経年劣化した機器類を更新しており、一部編成はGTO-VVVFインバータ制御からSiC-VVVFインバータ制御に変更されている。
2016年(平成28年)からは、本系列が運行している名城線・名港線に可動式ホーム柵を導入するため、可動式ホーム柵車上制御装置やATOを搭載する改造がなされており、2023年3月現在全編成において改造が完了している。ATOの制御方式は6000形や6050形の車上パターン式予見ファジィ制御とは異なっており、5050形やN1000形と同様の車上パターン式比例制御となっている。桜通線と同じく運転席後部の遮光カーテンを撤去してスモークガラスに交換され、客室から運転室内が見えるようになった。
また、2022年3月から2023年5月にかけて前照灯のLED化が行われた。

## 編成
左回り（新瑞橋・八事）側・名古屋港方面先頭から3両目にあたる2300形は平日の始発から午前9時まで女性専用車両となる。日本車輌製造と日立製作所笠戸事業所によって製造された。
|          | 金山駅基準← 左回り（新瑞橋・八事）・名古屋港右回り（上前津・栄）・大曽根 → |      |      |      |      |      |
| 形式     | 2100                                                                       | 2200 | 2300 | 2400 | 2500 | 2600 |
| 区分     | Tc1                                                                        | M1   | M2   | M2'  | M1'  | Tc2  |
| 車両番号 | 2101                                                                       | 2201 | 2301 | 2401 | 2501 | 2601 |
| 車両番号 | ：                                                                         | ：   | ：   | ：   | ：   | ：   |
| 車両番号 | 2136                                                                       | 2236 | 2336 | 2436 | 2536 | 2636 |

## ラッピング車両
2001年12月22日からは2120編成がコカ・コーラのラッピング車両として運行されていた。
2005年10月から12月にかけてNTTドコモのラッピング車両が運行されていた。
2010年10月31日から2011年1月にかけて2132編成が「子育て応援の日（はぐみんデー）」PRのためのラッピング車両として運行されていた。
2022年8月8日から2023年1月29日にかけて2134編成が黄電の塗装にラッピングされた「黄電メモリアルトレイン」として運行されていた。

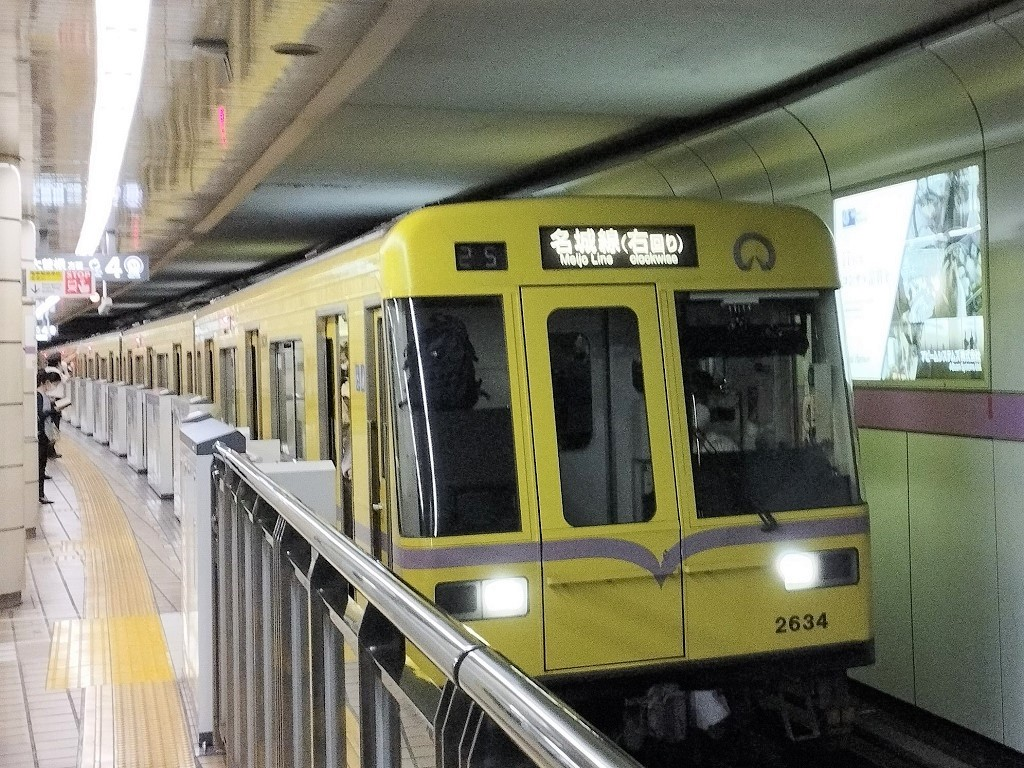
黄電メモリアルトレイン（2022年10月）
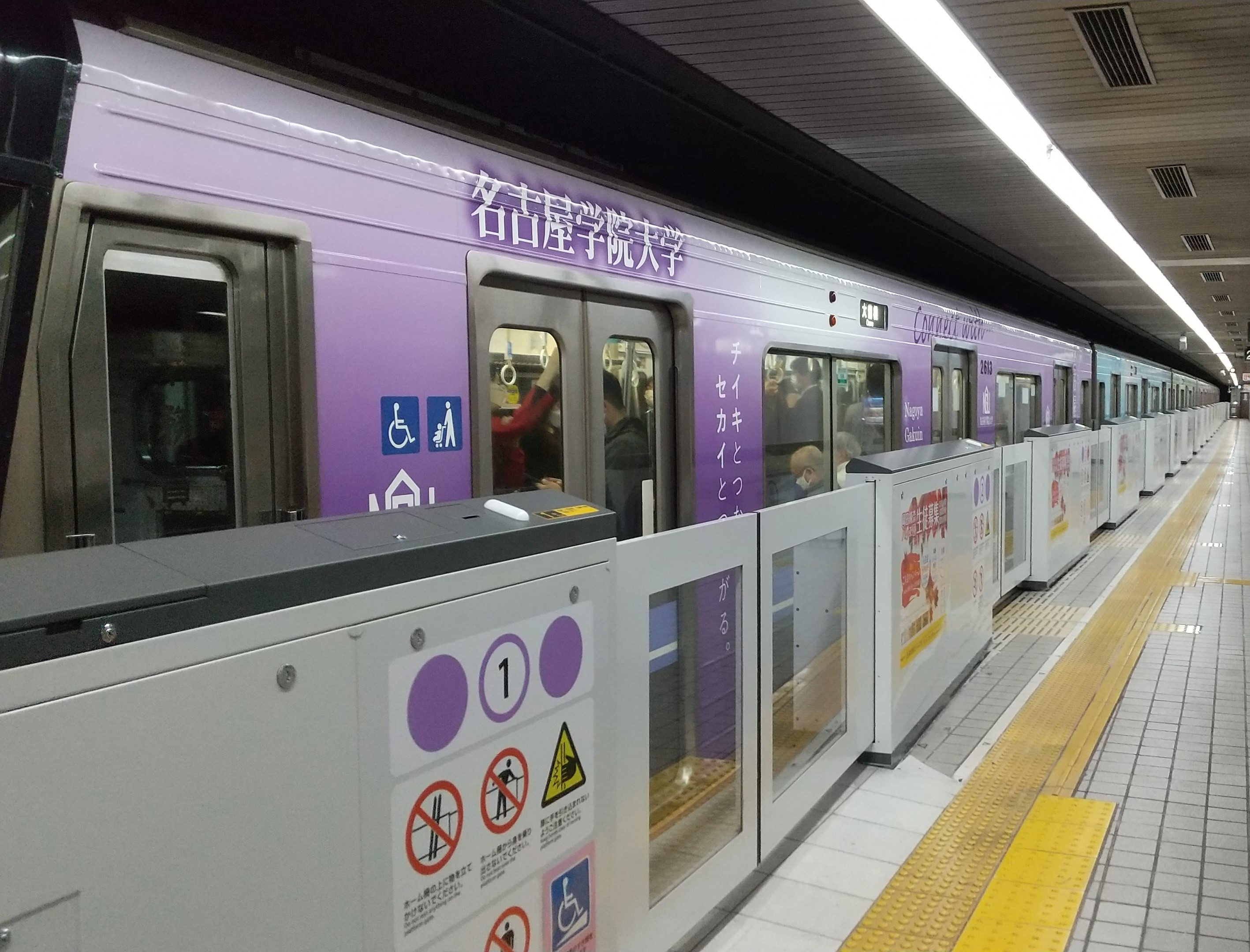
名古屋学院大学のラッピング広告が施された車両（2613号車、2022年11月撮影）
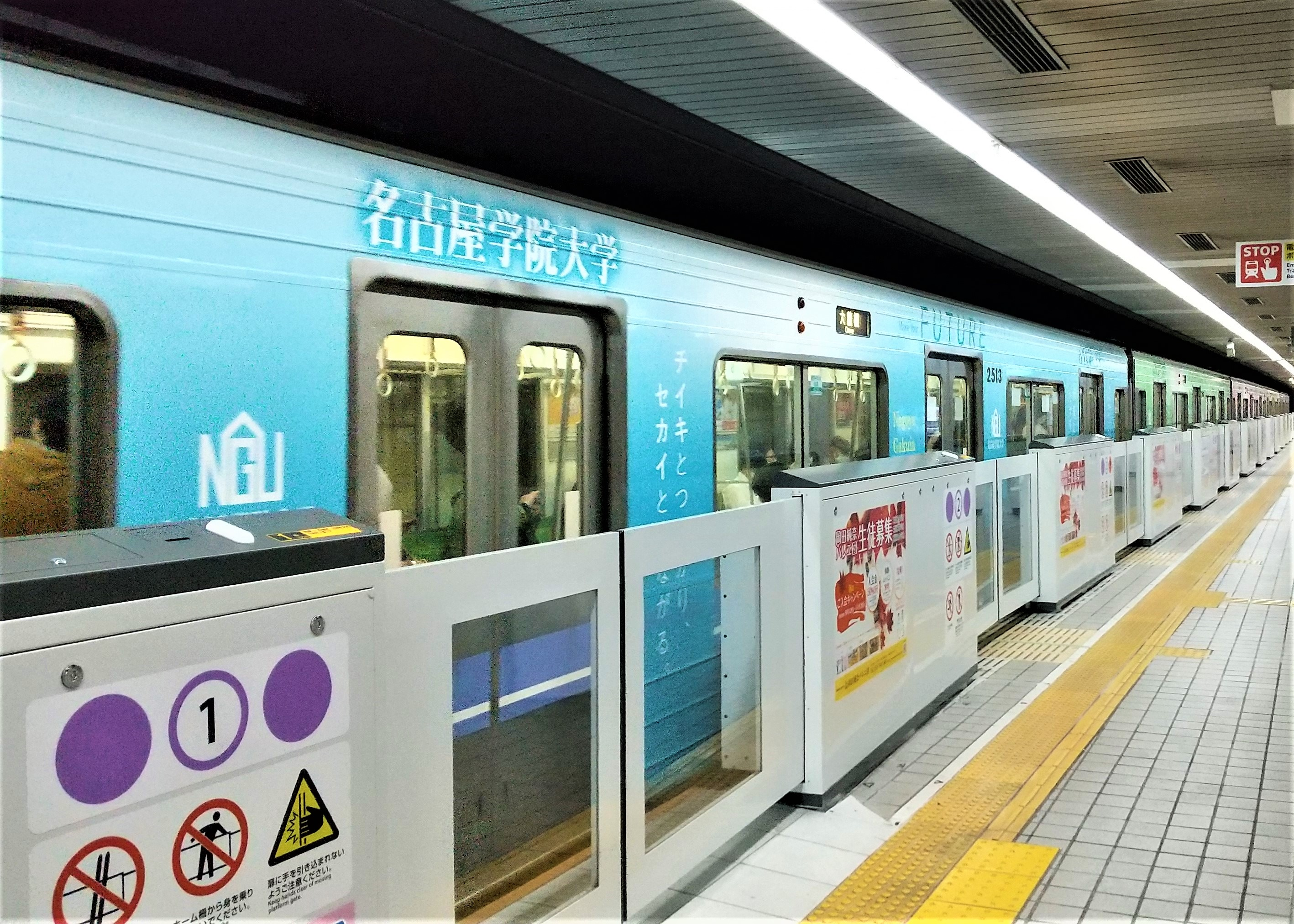
名古屋学院大学のラッピング広告が施された車両（2513号車、2022年11月撮影）

### ドラゴンズ・トレイン

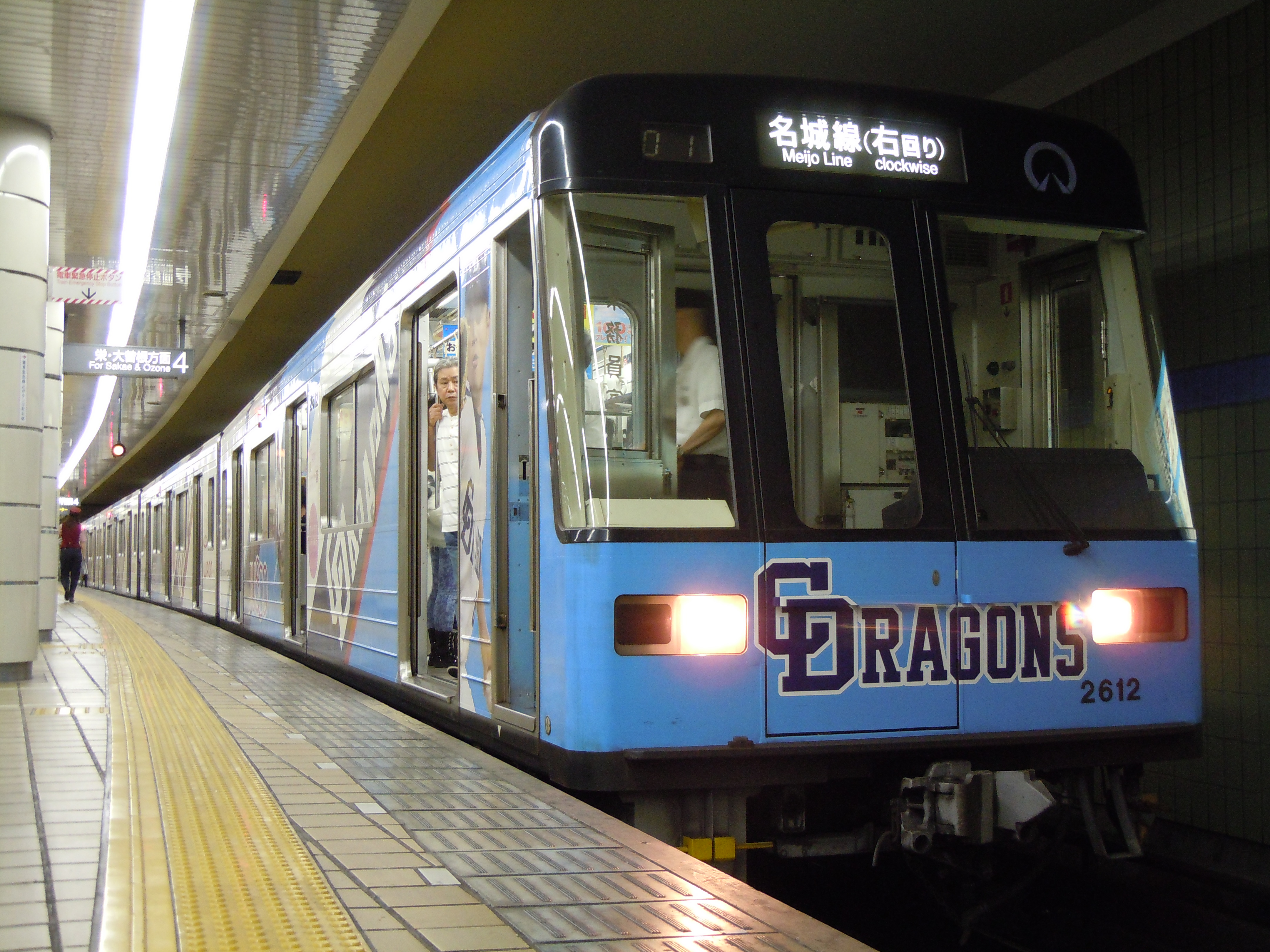
かつて走っていたドラゴンズ・トレイン（2010年7月11日、金山駅）

名城線はナゴヤドーム（2021年からはネーミングライツにより、バンテリンドーム ナゴヤに名称変更）の最寄り駅・ナゴヤドーム前矢田駅を通っている関係で、2006年から2011年にかけてドラゴンズ・トレインというラッピング車両が運行されていた。車体は中日ドラゴンズの監督・選手の写真や青色などでラッピングされた。車内には中日の選手の写真や中日の歴史に関する写真などが掲示され、床には野球の打席や本塁の絵が貼られていた。
デザインは毎年一新され、運行期間は原則プロ野球シーズンにあわせて、毎年3月から11月頃までとなっていた。基本的に他編成と共通運用であるが、毎年運行開始からしばらくは名古屋市交通局の公式ホームページにて当該車両の運行ダイヤが掲載されていた。ラッピングが施される編成は年により異なっていた。

#### 2006年
2006年3月6日にドラゴンズ・トレイン2006の運行が発表され、2136編成にラッピングが施され、同月13日から運行を開始した。車体には落合博満監督（当時）、谷繁元信、川上憲伸、荒木雅博、立浪和義、朝倉健太、アレックス・オチョア、井端弘和、川相昌弘、英智、山本昌、岩瀬仁紀、福留孝介の13人の写真がラッピングされた。

#### 2007年
3月10日から運行が開始された。車体には落合博満監督（当時）、井上一樹、川上憲伸、井端弘和、英智、福留孝介、岩瀬仁紀、山本昌、タイロン・ウッズ、森野将彦、荒木雅博、谷繁元信、立浪和義の13人の写真がラッピングされた。

#### 2008年
3月21日から11月20日まで運行された。同年は荒木雅博（当時の選手会長）の車内放送が流された。